# سامسونگ اس‌جی‌اچ-ئی۷۰۰
سامسونگ اس‌جی‌اچ-ای۷۰۰ یک‌نمونه از گوشی‌های تلفن همراه سری E شرکت سامسونگ می‌باشد که توسط همین شرکت به بازار عرضه شده‌است.